# Rosendo Mendizábal

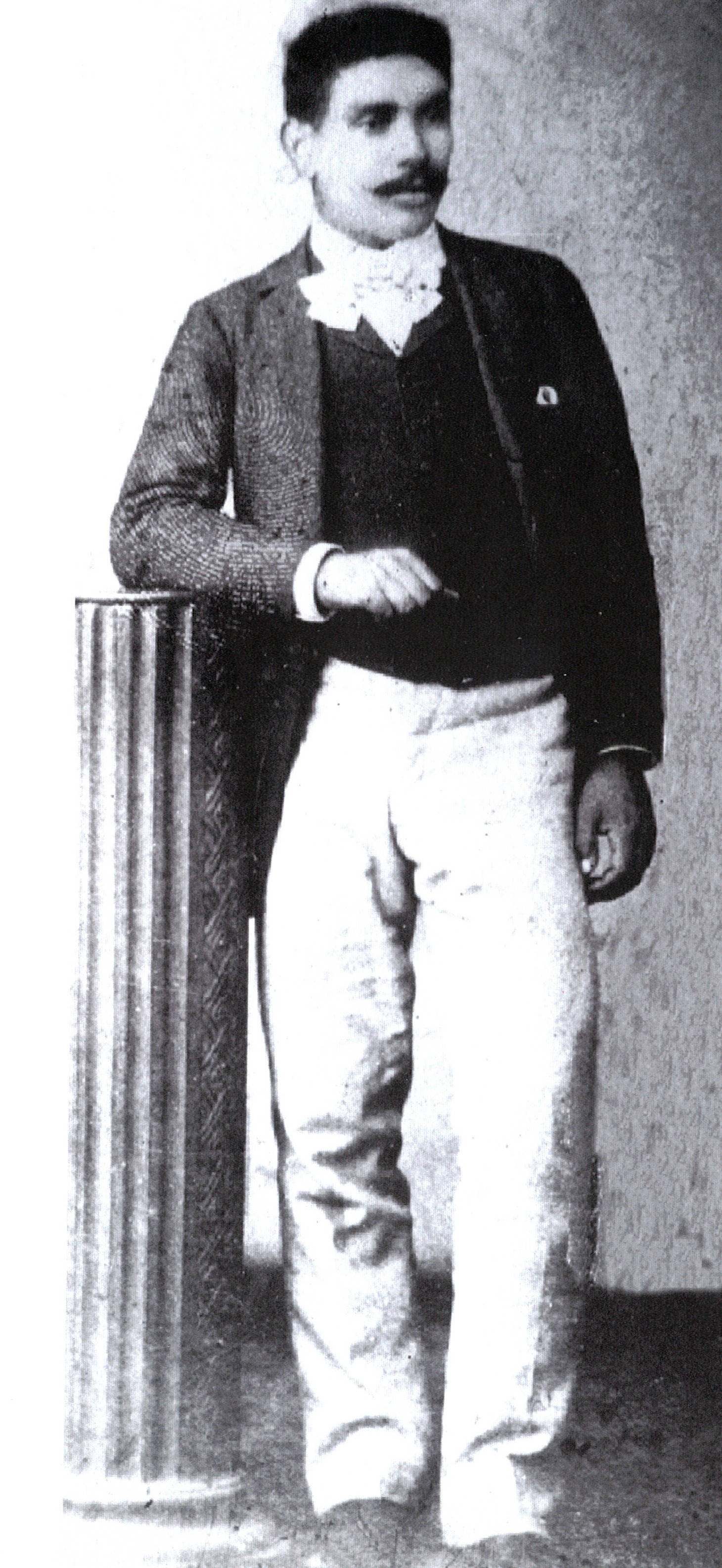
Anselmo Rosendo Mendizábal im Jahr 1898

Anselmo Rosendo Mendizábal (* 21. April 1868 in Buenos Aires; † 30. Juni 1913) war ein argentinischer Tangopianist und –komponist.

## Leben
Mendizábal wuchs in gesicherten finanziellen Verhältnissen auf und hatte in seiner Kindheit privaten Klavierunterricht. Später unterrichtete er selbst, Plácido Simoni Alfaro wurde als sein Schüler bekannt. 1897 spielte er in María la Vascas La Casita den Tango El entrerriano, der als erster klassischer Tango gilt. Meist als Solist trat er in Lokalen wie dem Tarana, dem Centro de Almaceneros, La vieja Eustaquia, La parda Adelina und in Laura Montserrats Tanzsaal auf. Gelegentlich leitete er auch kleine Ensembles wie ein Quintett mit dem Geiger Ernesto Ponzio, dem Flötisten Vicente Pecci, dem Gitarristen Eusebio Aspiazú und „El Cieguito“ Gaudiño. Viele seiner frühen Kompositionen gingen verloren, da sie nur handschriftlich aufgezeichnet waren. Im Druck erschienen seine Kompositionen, die er mit A. Rosendo zu signieren pflegte, bei den Hermanos Prelat. Mendizábal starb 1913 fünfundvierzigjährig an einer Urämie.

## Kompositionen
- El entrerriano
- Don José María
- Don Enrique
- Don Horacio
- Don Santiago
- Viento en popa
- El torpedero
- Z Club
- Tigre Hotel
- Tres Arroyos
- Don Padilla
- Polilla
- Reina de Saba
- Final de una garufa
- México
- Le petit parisien
- A la luz de los faroles
- Alberto
- Contra flor y el resto
- Pronto regreso
- A la larga
- Los dos leones
- Matilde
- Por aquí que no hay espina
- Rosendo
- Arrabalera
- Pillito
- ¡Ay, qué caro!
- Ahí está la cosa
- La entrerriana
- Somos de línea